# Erioptera angusticincta
Erioptera angusticincta är en tvåvingeart som beskrevs av Alexander 1956. Erioptera angusticincta ingår i släktet Erioptera och familjen småharkrankar. Inga underarter finns listade i Catalogue of Life.